# Khera Khurd
Khera Khurd è una suddivisione dell'India, classificata come census town, di 8.813 abitanti, situata nel distretto di Delhi Nord Ovest, nello territorio federato di Delhi. In base al numero di abitanti la città rientra nella classe V (da 5.000 a 9.999 persone).

## Geografia fisica
La città è situata a 28° 46' 41 N e 77° 05' 56 E.

## Società

### Evoluzione demografica
Al censimento del 2001 la popolazione di Khera Khurd assommava a 8.813 persone, delle quali 4.906 maschi e 3.907 femmine. I bambini di età inferiore o uguale ai sei anni assommavano a 1.140, dei quali 667 maschi e 473 femmine. Infine, coloro che erano in grado di saper almeno leggere e scrivere erano 6.365, dei quali 3.843 maschi e 2.522 femmine.